# Архиепархия Оклахома-Сити
Архиепархия Оклахома-Сити (лат. Archidioecesis Oklahomapolitana) — архиепархия Римско-Католической церкви в городе Оклахома-Сити, штат Оклахома, США. В митрополию Оклахома-Сити входят епархии Литл-Рока, Талсы. Кафедральным собором архиепархии Оклахома-Сити является Собор Пресвятой Девы Марии неустанной помощи.

## История
14 мая 1876 года Святой Престол учредил Апостольскую префектуру Индейских территорий, выделив её из епархии Литл-Рока. 
29 мая 1891 года Апостольская префектура была преобразована в Апостольский викариат. 23 августа 1905 года Апостольский викариат Индейских территорий была преобразована в епархию Оклахомы.
14 ноября 1930 года епархия Оклахомы была переименована в епархию Оклахома-Сити-Талсы.
13 декабря 1972 года Римский папа Павел VI издал буллу De sanctae Christi, которой разделил епархию Оклахома-Сити-Талсы на епархию Талсы и епархию Оклахома-Сити. В этот же день епархия Оклахома-Сити была возведена в ранг архиепархии.

## Ординарии архиепархии
- епископ Исидор Робот[англ.], OSB (14.05.1876 — 15.02.1887)
- епископ Игнатиус Жан, OSB (1887 — 04.1890)
- епископ Теофил Мирсчирт[англ.] (02.06.1891 — 21.02.1924)
- епископ Фрэнсис Клемент Келли[англ.] (25.06.1924 — 01.02.1948)
- епископ Юджин Джозеф Макгиннесс[англ.] (01.02.1948 — 27.12.1957)
- епископ Виктор Джозеф Рид[англ.] (21.01.1958 — 07.09.1971)
- архиепископ Джон Рафаэль Куинн[англ.] (30.11.1971 — 16.02.1977) — назначен архиепископом Сан-Франциско
- архиепископ Чарльз Александр Салатка[англ.] (11.10.1977 — 24.11.1992)
- архиепископ Эусебиус Джозеф Белтран[англ.] (24.11.1992 — 16.12.2010)
- архиепископ Пол Стэгг Кокли[англ.] (с 16.12.2010)

## Источник
- Annuario Pontificio, Libreria Editrice Vaticana, Città del Vaticano, 2003, ISBN 88-209-7422-3;
- Булла De sanctae Christi Архивная копия от 3 марта 2013 на Wayback Machine, AAS 65 (1973), стр. 123  (лат.).